# 東京Lily

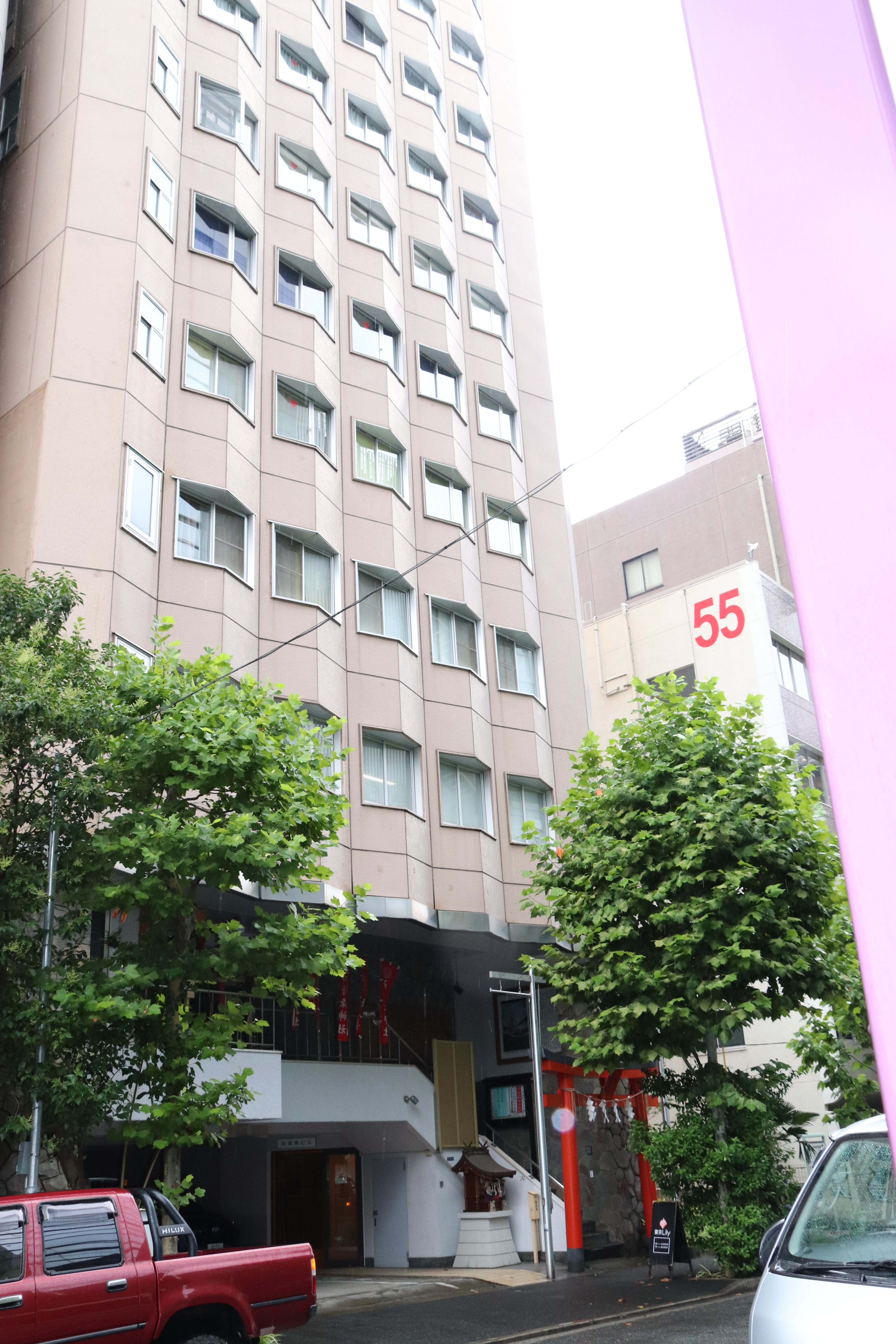
らんくうの入居する東京都中央区東日本橋2-27-9 初音森ビル。5階及び7階は主催する撮影会の会場としても使用される。

東京Lily（とうきょうリリー）は、株式会社らんくうが運営するアイドル専門ウェブサイト。

## 概要
2015年10月にオープンした、主にグラビアアイドルのイメージDVDや写真集などの販売事業、グラビアアイドルの撮影会事業、動画配信事業を行なっている。

## コンテンツ

### 通販（販売事業）
主にグラビアアイドルのイメージDVDや写真集などを通信販売で販売している。サイン入り現場チェキ付きや直筆サイン入りの写真集など特典付きの商品オリジナルグッズなど、特徴的な取り扱いが多い。
最近では、通販だけでなく、スタジオにて発売記念イベントも開催し、アイドル本人と会えるイベントも増加中。

### 撮影会
土日祝日を中心に開催するグラビアアイドルの撮影会事業。

### 動画配信
イメージDVDの２次利用として動画の配信を行なっている。また、最近ではCS放送のVパラダイスとコラボしている番組「透明彼女」などを独占配信するなど、独占動画やオリジナルコンテンツに力を入れている。

### インタビュー
アイドルに対して、デビューしたきっかけやDVDや写真集を発売した際にインタビューを行なっている。